# Chloé Cruchaudet

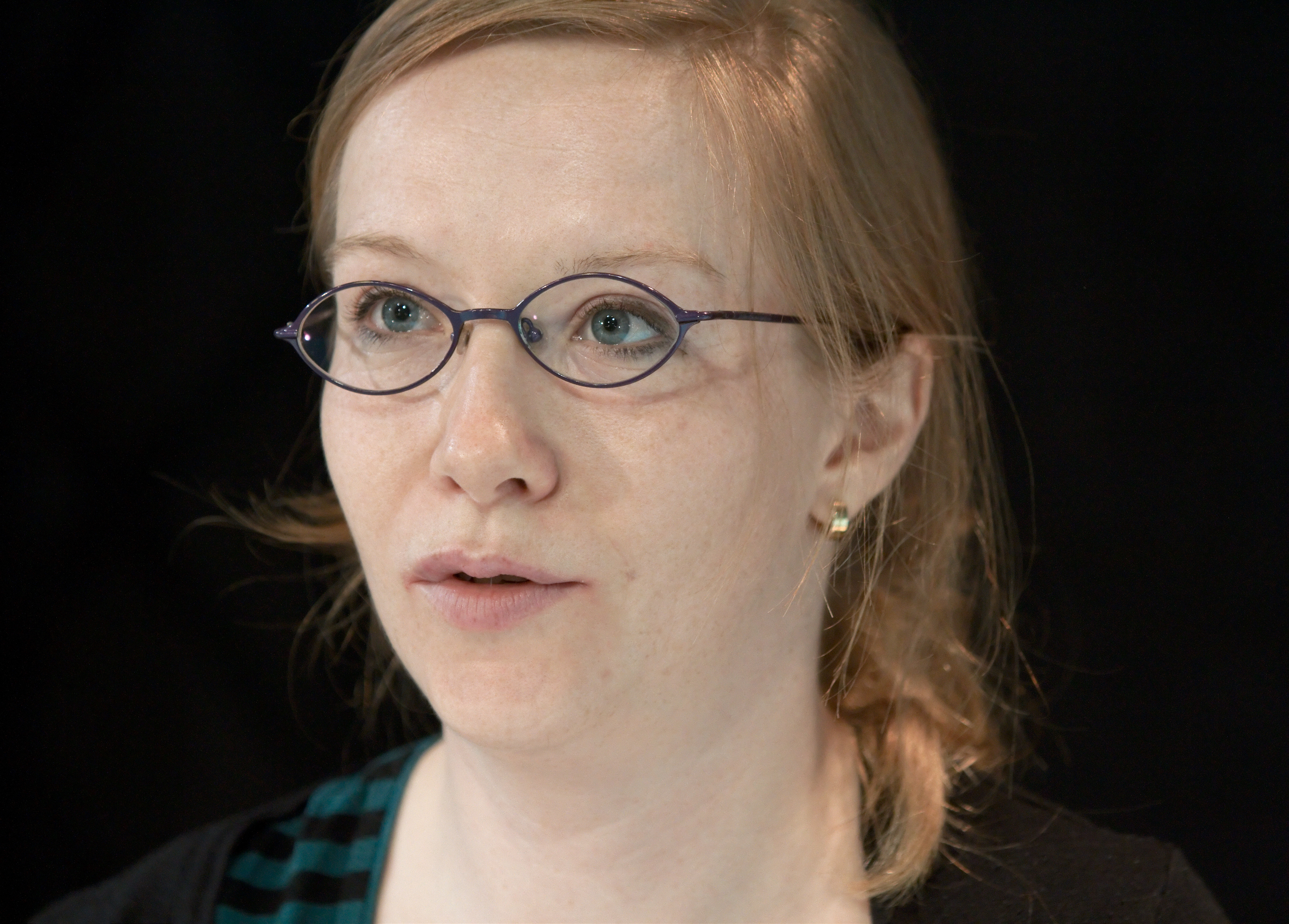
Chloé Cruchaudet, 2010

Chloé Cruchaudet (* 2. November 1976 in Lyon) ist eine französische Comiczeichnerin, Drehbuchautorin und Koloristin.

## Leben
Chloé Cruchaudet besuchte die Kunstschule École Émile-Cohl in Lyon und studierte anschließend an der École des Gobelins in Paris Animation.
2006 fing sie mit Comics an und veröffentlichte 2008 Groenland Manhattan, das mit dem Prix René Goscinny ausgezeichnet wurde. Sie beteiligte sich an dem Sammelalbum Les Enfants sauvés, das ebenfalls 2008 erschien. 2009 begann sie mit der Serie Ida, die in drei Bänden die Abenteuer einer dreißigjährigen, hypochondrischen und autoritären alten Jungfer Ende der 1880er Jahre erzählt, die ihre Leidenschaft für das Reisen entdeckt. Parallel dazu beteiligte sie sich am Projekt Les Autres Gens, das eine Vielzahl von Zeichnern um den Szenaristen Thomas Cadène versammelte.
Im September 2013 veröffentlichte sie Mauvais genre nach dem Essay La Garçonne et l'Assassin von Fabrice Virgili und Danièle Voldman. Das Buch wurde von der Kritik gut aufgenommen und brachte der Autorin zahlreiche Preise ein.
Im Februar 2016 lehnte Chloé Cruchaudet ihre Ernennung in den Ordre des Arts et des Lettres ab, ebenso wie die Comicautorinnen Tanxxx, Jul Maroh und Aurélie Neyret.
Seit 2017 unterrichtet sie an der Kunstschule École Émile Cohl in Lyon.
Im Jahr 2022 wurde der erste Band ihrer Serie Céleste, benannt nach Marcel Prousts Dienstmädchen, veröffentlicht. Im darauffolgenden Jahr erschien der zweite Band.

## Werke
- La Fête foraine de Gus, Balivernes éditions, 2006, ISBN 978-2-35067-002-7
- Joséphine Baker, Nocturne, Sammlung BD Chanson, 2006
- Groenland Manhattan, Delcourt (Verlag), 2008, ISBN 978-2-7560-0967-4
- Gargantua versus Alice, dans Rendez-vous, Akileos, 2008
- Mitarbeit an Enfants sauvés (Zeichnung), mit Philippe Thirault (Drehbuch), Delcourt, 2008
- Mon chat à moi 5, Delcourt, 2008
- Ida, Delcourt

1. Grandeur et Humiliation, 2009, ISBN 978-2-7560-1539-2
2. Candeur et Abomination, 2011, ISBN 978-2-7560-2200-0
3. Stupeur et Révélation, 2013, ISBN 978-2-7560-2810-1

- Mitarbeit an Autres Gens, Band 2 und 3 (Zeichnung), mit Thomas Cadène (Drehbuch), Dupuis (Verlag), 2011
- Mauvais Genre, Delcourt, 2013, ISBN 978-2-7560-3971-8
- La Poudre d'escampette, Delcourt, 2015
- L'Herbier sauvage, Soleil (Verlag), 2016
- La Belle et la Bête, Gallimard jeunesse, 2018
- La croisade des innocents, Soleil, Sammlung Noctambule, 2018, ISBN 978-2-3020-7127-8
- Les belles personnes, Soleil, Sammlung Noctambule, 2020, ISBN 978-2-3020-8176-5
- Céleste, Soleil, Sammlung Noctambule

1. Bien sûr, monsieur Proust, 2022
2. Il est temps, monsieur Proust, 2023[9]

## Preise und Auszeichnungen
- 2008: René-Goscinny-Preis für Groenland Manhattan[3]
- 2013: Landerneau-Comic-Preis für Mauvais Genre
- 2013: Prix Coup de cœur des Festivals Quai des Bulles[10][11]
- 2014: Großer Preis der Kritik des Association des critiques et des journalistes de bande dessinée (ACBD) für Mauvais Genre
- 2014: Cultura-Publikumspreis beim Festival d’Angoulême für Mauvais Genre[12]
- 2015: Micheluzzi-Preis des besten ausländischen Comics für Mauvais Genre[13]